# Крістіан Віттштатт
Крістіан Генріх Отто Віттштатт (нім. Christian Heinrich Otto Wittstatt; 19 вересня 1897, Кастелль — 30 березня 1954, Швандорф) — німецький офіцер, генерал-майор вермахту.

## Біографія
Син князівського радника Фрідріха Вільгельма Віттштатта і його дружини Берти, уродженої Гушер. Учасник Першої світової війни. 1 вересня 1914 року вступив у 5-й піхотний полк «Великий герцог Ернст Людвіг Гессенський». З 24 листопада 1915 року — командир взводу, з 1 квітня 1917 року — 8-ї роти, з 18 жовтня 1917 року — 7-ї роти, з 4 березня 1918 року — взводу 7-ї роти, з 15 березня 1918 року — 9-ї роти. 29 квітня 1918 року поранений, після лікування 1 липня призначений запасний батальйон свого полку. 26 липня повернувся на фронт, з 30 липня — знову командир 9-ї роти.
З 10 січня 1919 року — ад'ютант 3-го батальйону свого полку, з 6 березня 1919 року — добровольчого батальйону «Телеманн». З 20 квітня 1919 року — батальйонний ад'ютант фрайкору Бамберга, з 20 травня 1919 року — 46-го піхотного полку. З 25 вересня 1919 року брав участь в ліквідації 5-го піхотного полку. З 28 жовтня 1919 року — в штабі 2-го батальйону 46-го піхотного полку, з 1 січня 1921 року — в 9-й, з 1 квітня 1924 року — в 10-й роті 21-го (баварського) піхотного полку (Байройт). З 1 жовтня 1927 року — в штабі 6-ї дивізії (Мюнстер). З 25 жовтня 1929 року — командир 15-ї роти 20-го баварського піхотного полку (Амберг). З 1 жовтня 1934 року — в штабі 10-ї дивізії (Регенсбург).
З 15 жовтня 1935 року — командир 3-го батальйону 61-го піхотного полку (Мюнхен), з 6 лютого 1940 року — 527-го піхотного полку. 19 січня 1942 року відправлений у резерв ОКГ. З 19 квітня 1943 року — керівник навчального відділу штабу дивізії №467. З 12 по 30 червня 1943 року — в штабі головнокомандувача на Півдні. З 2 серпня по 2 вересня 1943 року — комендант Мюнхена. З 15 листопада 1943 року — командир фортечної бригади «Крит», з 1 лютого 1944 року — 133-ї фортечної дивізії. 15 березня 1944 року знову відправлений у резерв ОКГ. З 26 квітня 1944 року — в штабі групи армій «D». З 20 травня 1944 року — комендант фортеці Дюнкірхен, з 19 вересня 1944 року — начальник штабу комендатури фортеці. 9 травня 1945 року взятий в полон союзниками. В травні 1946 року звільнений.

## Звання
- Доброволець (1 вересня 1914)
- Єфрейтор (10 травня 1915)
- Фенріх (23 вересня 1915)
- Лейтенант без патенту (24 листопада 1915)
  - 9 жовтня 1917 року отримав патент від 22 березня 1916 року.
  - 25 вересня 1918 року отримав новий патент від 22 березня 1914 року.
  - 1 липня 1922 року офіційною датою підвищення стало 19 вересня 1914 року.
- Оберлейтенант (1 травня 1924)
- Гауптман (1 лютого 1929)
- Майор (1 червня 1935)
- Оберстлейтенант (1 лютого 1938)
- Оберст (1 січня 1941)
- Генерал-майор (1 грудня 1944)

## Нагороди
- Залізний хрест
  - 2-го класу (22 березня 1916)
  - 1-го класу (18 травня 1918)
- Орден «За заслуги» (Баварія) 4-го класу з мечами (19 грудня 1917)
- Нагрудний знак «За поранення» в чорному (7 серпня 1918)
- Почесний хрест ветерана війни з мечами
- Медаль «За вислугу років у Вермахті» 4-го, 3-го, 2-го і 1-го класу (25 років)
- Медаль «У пам'ять 13 березня 1938 року»
- Медаль «У пам'ять 1 жовтня 1938»
- Застібка до Залізного хреста 2-го і 1-го класу (27 січня 1940) — отримав 2 нагороди одночасно.
- Штурмовий піхотний знак в сріблі
- Почесна застібка на орденську стрічку для Сухопутних військ (29 вересня 1941)